# Franz Ferdinand Will
Franz Ferdinand Will (* 19. Oktober 1747 in Freiburg im Breisgau; † 21. April 1814) war ein deutscher Pfarrer und Naturforscher.

## Leben

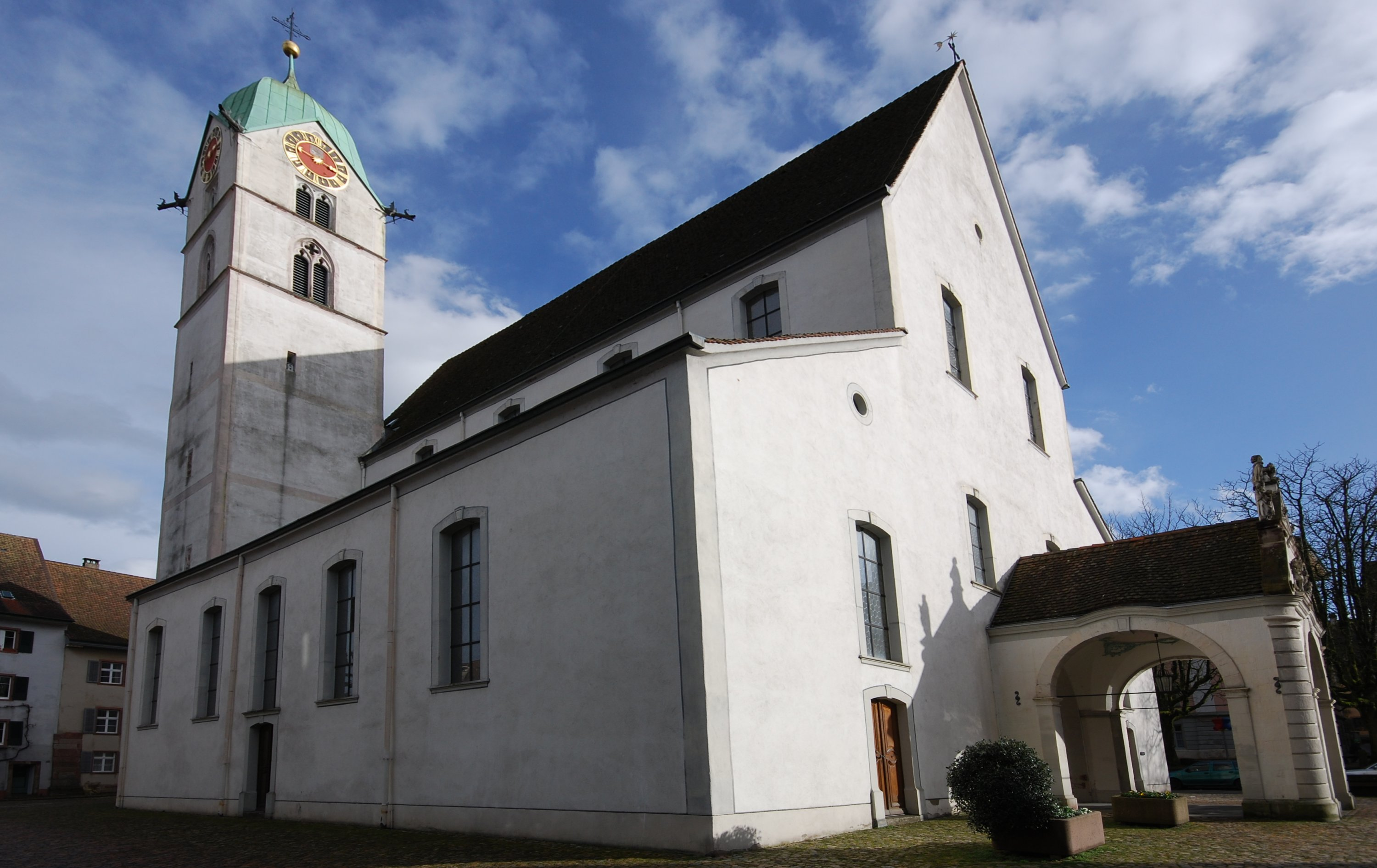
Kirche St. Martin

Will war Pfarrer in Unteressendorf und Licentiat der Theologie. Später wurde er Stadtpfarrer und Canonicus in Rheinfelden (St. Martin (Rheinfelden)).
Er baute im Zeitraum von vierzig Jahren eine reichhaltige und bekannte Naturaliensammlung mit Mineralien, Fossilien und tierischen und pflanzlichen Präparaten auf. 
Am 1. Februar 1794 wurde Franz Ferdinand Will unter der Präsidentschaft von Johann Christian von Schreber mit dem akademischen Beinamen Eubulus IV. unter der Matrikel-Nr. 974 als Mitglied in die Leopoldina aufgenommen. Er war weiterhin Mitglied der Schweizerischen Naturforschenden Gesellschaft und der Wetterauer Gesellschaft für die gesamte Naturkunde.
Die Naturaliensammlung wurde nach seinem Tod von seinem Schwager, dem Freiburger Apotheker Keller, übernommen und der Öffentlichkeit in dessen Haus in einem Saal (14 große Glasschränke und Kästen, 110 Schubladen) zugänglich gemacht.